# Тран
Тран (фр. Trannes) — коммуна во Франции, находится в регионе Шампань — Арденны. Департамент — Об. Входит в состав кантона Вандёвр-сюр-Барс. Округ коммуны — Бар-сюр-Об.
Код INSEE коммуны — 10384.
Коммуна расположена приблизительно в 180 км к востоку от Парижа, в 75 км южнее Шалон-ан-Шампани, в 38 км к востоку от Труа.

## Население
Население коммуны на 2008 год составляло 263 человека.
| 1962 | 1968 | 1975 | 1982 | 1990 | 1999 | 2008 |
| ---- | ---- | ---- | ---- | ---- | ---- | ---- |
| 158  | 203  | 160  | 149  | 153  | 190  | 263  |

## Экономика
В 2007 году среди 164 человек в трудоспособном возрасте (15—64 лет) 132 были экономически активными, 32 — неактивными (показатель активности — 80,5 %, в 1999 году было 73,5 %). Из 132 активных работали 116 человек (70 мужчин и 46 женщин), безработных было 16 (7 мужчин и 9 женщин). Среди 32 неактивных 11 человек были учениками или студентами, 6 — пенсионерами, 15 были неактивными по другим причинам.

## Достопримечательности
- Церковь Сен-Мишель (XII век). Памятник истории с 1937 года[3]
- Участки римских дорог. Памятник истории с 1937 года[4]